# تشو يونغ كانغ
تشو يونغ كانغ (بالصينية: 周永康) هو أحد كبار القادة السابقين للحزب الشيوعي الصيني. كان عضوًا في اللجنة الدائمة السابعة عشرة للمكتب السياسي، أعلى هيئة لصنع القرار في الصين، وشغل منصب أمين اللجنة المركزية للشؤون السياسية والقانونية بين عامي 2007 و2012، مما جعله أحد أقوى القادة في الصين. في هذا المنصب، أشرف تشو على أجهزة الأمن ومؤسسات إنفاذ القانون في الصين، بما في ذلك المحاكم ووكالات الأمنية وقوات الشرطة والقوات شبه العسكرية وأجهزة الاستخبارات. أدين بتهم تتعلق بالفساد في عام 2014 وطُرد من الحزب الشيوعي الصيني في نفس العام.
ارتقى تشو في صفوف الحزب الشيوعي الصيني من خلال مشاركته في صناعة النفط والغاز، حيث بدأ كفني في حقل داتشينغ النفطي أثناء الثورة الثقافية. وقاد شركة البترول الوطنية الصينية من عام 1996 إلى عام 1998 قبل أن يشغل منصب وزير الأراضي والموارد الطبيعية حتى عام 1999. وبعد ذلك، أصبح أمينًا للحزب في سيتشوان، ثاني أكبر مقاطعة من حيث عدد السكان في الصين آنذاك. وكان تشو عضوًا في مجلس الدولة من عام 2003 إلى عام 2008 وكان أيضًا عضوًا في أمانة اللجنة المركزية. وشغل منصب وزير الأمن العام من عام 2002 إلى عام 2007، قبل ترقيته إلى منصب السكرتير العام للحزب. تقاعد تشو في المؤتمر الثامن عشر للحزب في عام 2012.
في أواخر عام 2013، تم وضع تشو قيد التحقيق بتهمة إساءة استخدام السلطة والفساد، وهو القرار الذي أعلنته وسائل الإعلام الرسمية علنًا في يوليو 2014. أصبح أول عضو في اللجنة الدائمة للمكتب السياسي - وأعلى مسؤول منذ تأسيس جمهورية الصين الشعبية - يُحاكم ويُدان بتهم تتعلق بالفساد. بعد التحقيق معه، طُرد تشو من الحزب الشيوعي الصيني. في 11 يونيو 2015، أدين تشو بالرشوة وإساءة استخدام السلطة والكشف المتعمد عن أسرار الدولة من قبل المحكمة المتوسطة في تيانجين. قيل إن تشو وأفراد عائلته أخذوا 129 مليون يوان (أكثر من 20 مليون دولار) في شكل رشاوى. حُكم عليه بالسجن مدى الحياة.